# Чикаго Стэгс
Чикаго Стэгс (англ. Chicago Stags) — американский профессиональный баскетбольный клуб, выступавший в Баскетбольной ассоциации Америки (1946-49), а, начиная с 1949 года, после слияния БАА с Национальной баскетбольной лигой, в Национальной баскетбольной ассоциации. Команда была основана в 1946 году и просуществовала до 1950 года. Базировалась в Чикаго (штата Иллинойс). За свою небольшую историю существования «Стэгс» один раз выходили в финал чемпионата БАА 1947 года, где проиграли «Филадельфии Уорриорз».

## Статистика выступления
| Сезоне             | Победы             | Поражения          | % побед            | Плей-офф                                                                              | Результат                                                     |
| Чикаго Стэгс (БАА) | Чикаго Стэгс (БАА) | Чикаго Стэгс (БАА) | Чикаго Стэгс (БАА) | Чикаго Стэгс (БАА)                                                                    | Чикаго Стэгс (БАА)                                            |
| ------------------ | ------------------ | ------------------ | ------------------ | ------------------------------------------------------------------------------------- | ------------------------------------------------------------- |
| 1946-47            | 39                 | 22                 | .639               | Выиграли в полуфинале БАА Проиграли в финале БАА                                      | Чикаго 4, Вашингтон 2 Филадельфия 4, Чикаго 1                 |
| 1947-48            | 28                 | 20                 | .583               | Выиграли в дивизионном стыковом матче Выиграли в первом раунде Проиграли в полуфинале | Чикаго 1, Вашингтон 0 Чикаго 2, Бостон 1 Балтимор 2, Чикаго 0 |
| 1948-49            | 38                 | 22                 | .633               | Проиграли в полуфинале дивизиона                                                      | Миннеаполис 2, Чикаго 0                                       |
| Чикаго Стэгс (НБА) |                    |                    |                    |                                                                                       |                                                               |
| 1949-50            | 40                 | 28                 | .588               | Проиграли в дивизионном стыковом матче Проиграли в полуфинале дивизиона               | Форт-Уэйн 1, Chicago 0 Миннеаполис 2, Chicago 0               |